# Tokyo Aliens
Tokyo Aliens (東京エイリアンズ Tōkyō Eirianzu?) es una serie de manga japonesa escrita e ilustrada por NAOE. Ha sido serializado en la revista Gekkan GFantasy de Square Enix desde el 17 de abril de 2020, y hasta el momento se ha recopilado en once volúmenes tankōbon. La historia sigue a Gunji Akira, un estudiante de preparatoria en busca del fantasma de su padre, mientras sigue los pasos de éste para convertirse en agente de policía. 

## Publicación
Tokyo Aliens es escrito e ilustrado por NAOE. Comenzó a publicarse en la revista de manga shōnen Gekkan GFantasy de Square Enix el 17 de abril de 2020. Square Enix ha recopilado sus capítulos individuales en volúmenes tankōbon. El primer volumen se lanzó el 26 de septiembre de 2020, y hasta el momento se han lanzado once volúmenes.
En América del Norte, el manga tiene licencia para su publicación en inglés de Square Enix Manga & Books.
| Volúmenes de manga publicados | Volúmenes de manga publicados | Volúmenes de manga publicados                                    |
| Número                        | Fecha de lanzamiento          | ISBN                                                             |
| ----------------------------- | ----------------------------- | ---------------------------------------------------------------- |
| 1                             | 26 de septiembre de 2020      | ISBN 978-4-7575-6865-5                                           |
| 2                             | 27 de febrero de 2021         | ISBN 978-4-7575-7118-1                                           |
| 3                             | 27 de julio de 2021           | ISBN 978-4-7575-7391-8                                           |
| 4                             | 27 de enero de 2022           | ISBN 978-4-7575-7700-8                                           |
| 5                             | 27 de julio de 2022           | ISBN 978-4-7575-7998-9 ISBN 978-4-7575-7999-6 (edición especial) |
| 6                             | 27 de enero de 2023           | ISBN 978-4-7575-8366-5                                           |
| 7                             | 27 de julio de 2023           | ISBN 978-4-7575-8632-1 ISBN 978-4-7575-8633-8 (edición especial) |
| 8                             | 26 de enero de 2024           | ISBN 978-4-7575-8925-4 ISBN 978-4-7575-8924-7 (edición especial) |
| 9                             | 26 de julio de 2024           | ISBN 978-4-7575-9316-9                                           |
| 10                            | 27 de enero de 2025           | ISBN 978-4-7575-9596-5                                           |
| 11                            | 26 de julio de 2025           | ISBN 978-4-7575-9925-3 ISBN 978-4-7575-9926-0 (edición especial) |

## Recepción
En octubre de 2021, los primeros tres volúmenes tenían más de 250 mil copias en circulación.

## Otras lecturas
- «NAOEが持ち味を生かした大迫力バトルアクション「東京エイリアンズ」、大胆な線で挑む地球人と宇宙人の物語». Natalie (en japonés). Natasha, Inc. 27 de julio de 2021. Consultado el 21 de agosto de 2022.